# مرسدس-بنز کلاس-سی‌ال‌کا
مرسدس بنز کلاس-سی‌ال‌کا (Mercedes-Benz CLK-Class) خودرویی است که در سال‌های ۱۹۹۶–۲۰۰۹در برمن، آلمان و مکزیک تولید شده‌است.
این خودرو در کلاس خودرو اسپورت قرار گرفته، طراحی آن خودروهای موتور جلو-محور عقب بوده است.

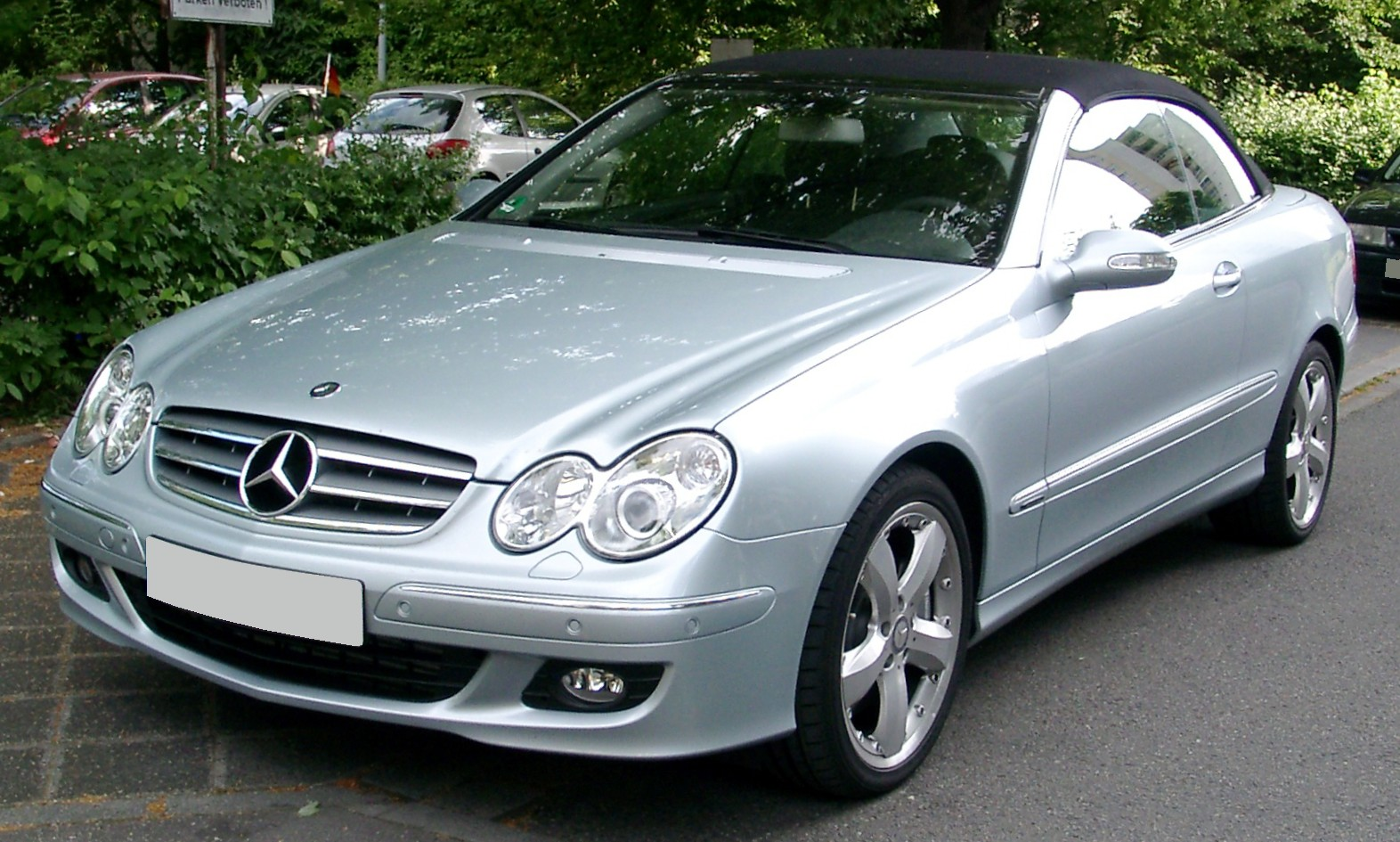